# Звезде Гранда (3. сезона)
Трећа сезона такмичења Звезде Гранда сматра се најуспешнијом у историји овог такмичења. Аудиције су одржане широм Србије, а уведен је нови формат, и серијал је имао засебну емисију где су се кандидати, подељени у мушку и женску групу, такмичили сваке суботе, наизменице, док се нису спојили у финалу. Трећа сезона је одржана током 2007. године, а главни жири је био Саша Поповић. Поред њега постојао је и гостујући жири који се састојао од многобројних певача, композитора, али и других јавних личности попут политичара, те су током ове сезоне гости били и Ивица Дачић и Александар Вучић. Кандидате су коментарисали и професионални новинари (Весна Милановић, Саша Игњатовић, Драгана Трипић и други) и већини њих је помогло у каријери јер су постали препознатљива тв лица. Водитељи овог такмичења су били учесници ријалитија Велики Брат, Марко Миљковић и певачица Ена Попов. Финале је одржано 15. септембра, а победник је био Душан Свилар. Готово сви финалисти су изградили успешне музичке каријере, а популарност такмичара је била толика да су одржали концерт у Штарк арени и имали турнеју у Црној Гори.

## Такмичари
Финалисти
- Душан Свилар из Суботице (прво место)
- Рада Манојловић из Четережа (друго место)
- Милан Динчић из Лесковца (треће место)[3]
- Милан Станковић из Обреновца (четврто место)[4]
- Немања Стевановић из Велике Моштанице (пето место)[5]
- Слободан Батјаревић из Лесковца (шесто место)
- Силвија Недељковић из Београда (седмо место)

Остали такмичари који су добили песме
- Катарина Живковић
- Ренато Хенц
- Јелена Маринков[6]
- Слађана Ђорђевић Буцка
- Сања Стојановић

## Након такмичења
Након завршетка сезоне сви такмичари су снимили заједнички цд са по једним промо синглом, добили вишегодишње уговоре, а победник први студијски албум. Неки такмичари су због непоштовања правила издавачке куће напустили продукцију (Ренато Хенц), а неки попут Слађане Ђорђевић Буцке, нису ни склопили уговоре. У току такмичења десио се скандал са Сањом Стојановић, када је на интернету почео да кружи њен експлицитни снимак, који је без њеног знања објавио њен бивши дечко, што је довело до тога да ова девојка буде дискриминисана, исмевана и што је нашкодило њеном угледу.

## Нове песме
Ова генерација објавила је два заједничка албума. Први је објављен 2007.  године као Нове звезде гранда у тиражу од 200 хиљада и најуспешнији је албум свих сезона. Све песме са овог албума постале су хитови. Пратеће вокале певале су Леонтина и Сузана Јовановић, а продуцент је био Жика Јакшић.
Списак песама:
1. Изнад просека - Душан Свилар
2. Никада више - Рада Манојловић
3. Дигни ме, пао сам - Милан Динчић
4. Хани, хани - Силвија Недељковић
5. Још увек - Милан Станковић
6. Вараш ме - Сања Стојановић
7. Кармин од ваниле -  Слободан Батјаревић
8. Казни ме - Слађана Ђорђевић Буцка
9. Неизлечиво - Немања Стевановић
10. Слика - Јелена Маринков
11. Све бих опет дао за тебе - Ренато Хенц
12. Кад те не волим - Катарина Живковић

Други заједнички албум објављен је 2008. године и садржао је 12 песама. На другом нема Буцке, пошто није склопила уговор са продукцијом.
Списак песама:
1. Пусти ме да будем твој - Душан Свилар
2. Боље она него ја - Рада Манојловић
3. Бубо - Милан Динчић
4. На брзину - Силвија Недељковић
5. Хајде води ме са собом - Милан Станковић
6. Да л ти осетиш - Јелена Маринков
7. Мамболе - Слободан Батјаревић
8. Чуваћу твоју слику - Катарина Живковић
9. Немој у мене да се кунеш - Немања Стевановић
10. Данас је мој дан - Сања Стојановић
11. Шест нула - Ренато Хенц
12. Опет ће се роде вратити - Гранд квартет (Душан Свилар, Милан Динчић, Немања Стевановић, Милан Станковић)